# 天国の駅 HEAVEN STATION
『天国の駅 HEAVEN STATION』（てんごくのえき ヘヴン・ステーション）は、1984年の日本映画。吉永小百合主演、出目昌伸監督、早坂暁脚本。製作・東映東京撮影所、配給・東映。戦後初の女性死刑執行者となった「ホテル日本閣殺人事件」がモデルとなっている。

## 概要
1952年から1960年にかけて二人の夫を殺し、稀に見る凶悪犯として世間から毒婦の汚名を浴びた女性をモデルに、早坂暁が吉永小百合の主役を想定してオリジナルシナリオを執筆した。モデルとなった人物は日本で戦後初めて死刑を執行された女性死刑囚である。吉永は本作まで手錠をかけられる役さえ演じたことはなく、テレビドラマ『夢千代日記』（NHK総合）で温泉地を舞台に、理想の女性像を演じた直後でもあり、本作では温泉地を舞台に温泉宿を乗っ取るために色仕掛けで二人の男を殺害し、さらに劇中では二回の自慰シーンも描かれた。マスメディアは初めてヌードになるのではという方向転換ぶりを騒ぎ立て、ファンを震撼させた。
吉永初の汚れ役（殺人犯）で、以降もここまでの役は演じたことはなく、2018年まで、吉永が唯一汚れ役に挑んだ映画となっている。また、それまで優等生的な役柄が多かった三浦友和が、殺人を犯させるなど、二人の女性の人生を狂わせる悪役を演じたことも話題になった。三浦の役者としての転換点となった映画でもあり、このことが翌年の映画『台風クラブ』に繋がった。

## あらすじ
昭和30年春。美人で結城紬の織女の林葉かよは32歳の女盛り。夫は下半身マヒの傷痍軍人。初夜を迎えないままに出征したため嫉妬の塊となって、かよに辛くあたる。やがて巡査の橋本がかよに親切にし、二人は深い仲となる。浮気を見た夫は狂ったように折檻し、かよは夫をパラチオンで毒殺。脳内出血で処理される。かよの世話で東京の大学へ通うようになった橋本は幸子という女を連れ帰る。かよとの噂を打ち消すために、幸子と仮の夫婦になるのだと言い訳をするが、二人は騙されていたことを知り、橋本に手切金を渡す。妙な連帯意識で姉妹と呼び合う二人は錦谷温泉郷にたどり着き、かよは土産物店、幸子は芸者として働く。昔からかよが好きだった知的な障害をもつ雑用係の田川一雄も来る。大和閣の主人・福見がかよを大事にし、橋本が金をせびりに来た時、200万円で念書を書かせて帰す。福見には精神病院に入院している妻・辰江がいた。かよに危害がかかると一雄をそそのかし、辰江を殺害させる。二人は雪の中で婚礼を挙げ、全てを話す。幸子も芸者を辞める。手切金を使い果たして再び舞い戻った橋本が許せず、幸子は登山鉄道からつき落とそうとするが、逆に殺される。復讐のために橋本と会おうとするが許してもらえない。福見も一雄が邪魔になり、一度だけ抱かせると言って連れてきた。だが抵抗され助けを求めるが、かよは逆に福見を殺す。「神様よりも雪よりもきれいだよ」という一雄こそ本当の愛だと知り、二人で逃走。ずっと事件を追ってきた五十沢刑事たちが駅で待ち構えていた。
「何で二人も夫を殺した」と五十沢に聞かれ、「愛がほしかったんだと思います」と答える。
昭和45年6月11日、小菅拘置所で一人の女がこの世に別れを告げ、天国への階段を上っていった。47歳だった。

## スタッフ
- 企画：岡田裕介、矢部恒、和田徹
- 監督：出目昌伸
- 脚本：早坂暁
- 撮影：飯村雅彦
- 音楽：矢野誠
- 音楽監督：加藤和彦
- 音楽プロデューサー：多賀英典
- 主題歌：「夢さぐり－天国の駅」
  - 作詞：来生えつこ、作曲：井上陽水、編曲：星勝、唄：吉永小百合
- 美術：中村州志
- 録音：林鉱一
- 照明：小林芳雄
- 編集：西東清明
- 助監督：吉崎元
- 音響効果：原尚
- スチール：加藤光男
- 技斗：清水照夫
- 宣伝：佐々木嗣郎、石川通生、森澄桂子
- 進行主任：小島吉弘
- レーザー録音技術協力：横浜シネマ現像所、東芝（adres）
- 協力：明色化粧品、箱根登山鉄道株式会社、四万温泉 せきぜん、東映美術センター、国際プロ、本場結城袖 奥順株式会社
- 衣裳協力：京都たかさん株式会社、ウェディングサービス ワタベ

## 出演
- 林葉かよ：吉永小百合
- 田川一雄：西田敏行
- 橋本浩一：三浦友和
- 幸子：真行寺君枝
- 福見辰江：白石加代子
- はる子：山本緑
- 運転手 佐々木：高月忠
- 大内：佐川二郎
- 渡部：高野寛
- 寒川：中田博久
- 田辺刑事：五野上力
- 署長：増田順司
- 老医師：大久保正信
- 改札係：掛田誠
- 司会者：相馬剛三
- カメラマン：荒木経惟
- 駅員：木田三千雄
- 女看守：谷本小代子
- 男看守：城春樹
- 看守長：久遠利三
- 牧師：武内亨
- 林葉栄三：中村嘉葎雄
- 福見康治：津川雅彦
- 五十沢刑事：丹波哲郎

## 製作

### 企画
東映社長・会長を務めた岡田裕介が吉永小百合主演で温めていた三年越しの企画。1981年の秋頃、岡田が日本閣事件のモデルとなった女性死刑囚を主人公とする脚本を書き、監督の出目昌伸に「吉永さんの主演で映画化したい」と伝えた。出目は岡田が東宝の俳優時代に世話になった人で、当時はテレビ中心の活動で、東宝時代の黒澤明のセカンドイメージが強い人であった。出目は脚本を読み、「吉永さんの持っているイメージとはあまりにかけ離れていて、出演を受けないだろうし、自分も自信がない」と伝えた。岡田は「脚本は吉永さんから信頼されている早坂暁さんに脚本を頼みます」と言うと出目は「それなら考えさせて欲しい」と返事した。
岡田は吉永に『細雪』の撮影の前に、自身の脚本を渡さず、女性死刑囚の資料を含む『ひとりぼっちの死刑台』という題名の企画書を渡した。それを読んだ吉永は、モデルの女性死刑囚が金の亡者で食事も切り詰め、身体の調子が悪くなってもどした時、それも取っておいて後でおじやにして食べた、警察での取り調べ中、机の下から手を伸ばし刑事の一物を握った、など理解の範囲を大きく逸脱する女性像に空いた口がふさがらず、岡田に「気分が悪くなった」と伝え、当時、同じ温泉場を舞台にして人気を博していた『夢千代日記』とはあまりにかけ離れているため、「脚本を読んで答えさせて下さい」と返事を保留した。1980年代に入り日本映画界を取り巻く状況もどんどん変わり、実現する企画か不透明な状況であった。出目も企画は成立しないんじゃないかと考えていたが、岡田は「吉永さんの主演、出目さんの監督で絶対にやりたい」と執念を燃やし早坂に脚本を発注した。

### タイトル
早坂に脚本が移った段階でタイトルが『天国の駅』になったが、タイトル命名は岡田茂東映社長と書かれた文献もある。最初から「HEAVEN STATION」の横文字も副題として付き、オープニングクレジットでも『天国の駅 HEAVEN STATION』と出る。"HEAVEN STATION"は、"天国の駅"の6～9分の一ぐらいの大きさ。当時の文献でもほとんど『天国の駅』のみで「HEAVEN STATION」の無い表記であった。また、2018年現在の日本映画製作者連盟、文化庁日本映画情報システム、東映ビデオのサイトや東映の社史（2016年発行）でも『天国の駅』表記である。しかし2018年のデータベースや文献では『天国の駅 HEAVEN STATION』表記の物もあり混在している。

### 製作の決定
1982年の春頃、早坂から書き出しの10枚の脚本が送られてきて、これを読んだ吉永は最初に読んだ企画書のような嫌悪感がなく、早坂らしい温かみが滲み出て、殺人を犯した者の哀しみが胸に響いた。早坂も吉永に出演を勧め、また吉永自身「『細雪』で自分にも魔性みたいなモノがあるのかな」と感じたこともあり、人間の本質的な欲望に触れたドラマはやったことがないし、年齢的にも役の幅を広げて、多少毒のある役にも挑みたいと考えていたこと、日活時代を思い出させてくれる活気のある東映のスタッフとまた仕事をしたいという思いもあり出演を承諾した。出目も吉永の出演を受け「最近、映画監督は恵まれませんから、守備範囲を広げておきませんとね」と監督を引き受けた。「別の女優さんで、いくらでも役に当てはまる人はいると思いますが、吉永さんがやらなければイヤな話になってしまう。普通のきれいな女性が辿る薄幸の道。女の闇の欲望やそこから出てくる魔性を描いてみたい。戦後いろんな改革が進んで、女性も強くなり始めて我慢しなくなった。それが昭和30年頃だと思います。今は女性の犯罪も増えていますけど、いろんな意味でモデルになった女性は現代の女性の先駆的な人だと思います」などと抱負を述べた。出目は東映での初演出となった。製作費・宣伝費合わせて7億円ともいわれた。

### 脚本
早坂の脚本が完成したのが二年後の1983年の秋頃。このためこの間に吉永は『細雪』の撮影を終え、テレビドラマ『新 夢千代日記』の撮影中であったが、早坂脚本は珍しくスムーズに完成し、出目も満足な準備ができたという。岡田は事実に基づいた準備稿を作っていたが、早坂は事実とはかけ離れた脚本を書いた。早坂は「シナリオの扉には"天国の駅はたった独りでしか乗れない"と書き入れてある。正確に言うと、たった独りでしか入れないだが、語感がよくないので、承知でそうしている。天国の駅は、なんとなく空中に浮かんでいるようでもあるので、これでもいいじゃないかの意見もあった」「いつも耐えている女性だけを演じてきた吉永さんに、林葉かよを演じて欲しかった。"天国の駅はたった独りでしか乗れない"の意味をよく聞かれる。愛は天国ゆきの切符のように言われているが、私はそうは思わない。殊に男女の、性のからまる愛は、このドラマにように人を傷つけ、人を殺す。男女の愛に関しては、二人そろって天国ゆきの列車に、すんなり乗れると思えないのである」と解説している。

### キャスティング
岡田裕介は当時フリーのプロデューサーで、唯一、吉永を東映に連れて来られるプロデューサーといわれた。吉永は「人間は両極端な性格を持っていると思います。私の中にも、そうした魔性のような部分があるので、それを大きく膨らませて演じたいと思います」「シナリオの扉に早坂さんが"天国の駅はたった独りでしか乗れない"と書かれていますが、最終的に、男と女は幸せになれないのではないか、というのがテーマだと思うんです。でもそこに天国があるんじゃないかと、哀しく求めあう男と女の愛の物語をどしんと腹に伝わってくる話にしたいです」などと決意を述べた。それまでも悪女役を得意とする女優はいたが、吉永のような清純派イメージを持つ主演級女優は、CMの関係もあり、自己イメージを保たねばならず、殺人犯のような汚れ役をやる者はいなかった。
当時の三浦友和はスーパーヒロイン・山口百恵を妻にした夫としての話題が先行しがちで、俳優として重要な30代を消耗されていた時期。1983年秋の主演ドラマ『みんな大好き!』（日本テレビ）が視聴率の不振で打ち切られ、本作の前に公開された東宝の大作『さよならジュピター』もコケ、決定打に欠けていたが、この作品でこれまでのイメージを一変させるダニのような悪役を好演した。三浦は「今まで正直者ばかりやってきましたから、こういう役、面白いですね。こんな役を三浦にやらせようっていうプロデューサーが今までいませんでしたから、岡田さんから話があったとき、大変驚きましたし、嬉しかったですよ」と話した。吉永相手ではさすがに遠慮があり、濡れ場の撮影では「もっと大胆にやってよ」と吉永から何度もダメ出しをされたという
また三浦同様、それまで善人イメージだった西田敏行も、かよに無償の愛を捧げ、かよのためなら殺人を犯すハンディキャップを持つ初めて狂気の役柄を演じた。西田は撮影直前に心臓を悪くして出演を危ぶまれたが、いっぱい着込んだ吉永をおんぶするシーンも演じた。他に、かよを姉のように慕う女性に真行寺君枝、精神病院から戻ってくる女に白石加代子、かよの最初の夫に中村嘉葎雄、二番目の夫に津川雅彦、かよの犯行を追う刑事に丹波哲郎といった異色の配役。出演者はみんなこれは面白い作品になりそうだと大変撮影に入れ込んだ。

### 撮影
1983年秋クランクイン。吉永は出演を承諾したものの、途中で自分では出来ないんじゃないかと何度も悩みクランクイン一週間前からノイローゼ気味になった。しかし撮影に入ると面白くてノリノリになった。「戦後、女性が少しづつ解放されていって我慢しなくていい、耐えなくていい時期が来たとき、彼女のエネルギーは、違った方向にいっちゃったんだと思うんです。その哀しさ、怖さを出せればいいと思う。夢千代にも共通する部分があると思います。夢千代の場合は、自分の気持ちを抑えて抑えて、他人に優しくすることで、自分の苦しさを紛らしている女性です。表面的には似ていても、一番元のところにあるしたたかさは、このかよがずっと凄いと思います」などと話した。殺人囚がポチャポチャしていたらリアリティが出せないとクランクイン後に体重を4kg落とした。首吊りのシーンも実際にロープにぶら下がったが、仕掛けが外れたらどうなるんだろうとゾッとしたという。出目も「吉永さんがオナニーやレイプシーンなど、あんなに激しくやってもらえるとは思いもしなかった」と述べた。通常の作品に比べて難しくて5倍は疲れたが撮影終了後は「やってよかった」と思えた。しかし吉永は9年ぶりの主演映画にプレッシャーが重くのしかかり、完成試写を観て気になるシーンがあり、初めて監督に越権行為である編集の再考を申し出たことへの自責の思いは、今も尾を引いているという。
橋本浩一（三浦友和）と幸子（真行寺君枝）が登山列車でもみ合うシーンで、高い渓谷に差し掛かり、走行中の列車の窓を開けて三浦が半身窓の外へ出て落ちそうになり、命綱を付けていると見られるが、かなり危険な撮影をスタントなしでやっている。

## ロケ地
栃木県新那須温泉を中心にロケが行われた。その他、群馬県四万温泉、静岡県修善寺温泉、栃木県塩原温泉などを転々として、1950年代の温泉地を再現している。エンドクレジットで表記される温泉は「四万温泉 せきぜん」のみ。劇中の中程で吉永が入る風呂は同館の「元禄の湯」で、公開後にこの風呂を尋ねて、多くの「サユリスト」が訪れたという。2023年も当時のまま現存している。
『天国の駅』天国行きの電車が通るところは箱根登山鉄道。最後の雪原の中の駅は山梨県北杜市の小淵沢駅から長野県小諸市の小諸駅までを結ぶ小海線で撮影した。他に八ヶ岳など。
ロケ地ではスタッフ・キャストとも同じホテルに泊まり、夜は大広間で全員で箱膳で食事した。宴会係は西田敏行のひとり舞台で、当時流行っていた楽曲『夢芝居』をユーモラスに歌い、チームを盛り上げた。

## 主題歌
吉永は若い頃、100曲以上の歌を吹き込み、コンサート活動などもしていたが、声が出なくなって歌は封印していた。宣伝のため主題歌を吹き込んでみては、という話が持ち上がり、責任感もあり、吉永が大ファンである井上陽水が作曲することになり承諾した。サユリストにとっては久しぶりに歌声が聴けると歓喜した。吉永は陽水から個人レッスンを受けたが、陽水のあまりの美声に愕然。「私でなく彼の方がずっといいのでは」と落ち込んだが、陽水に励まされレコーディングに挑んだ。悪乗り気味に音楽番組『ザ・ベストテン』（TBSテレビ）にも出演。しかし生放送で上がり、声が出なくなりごまかしも効かず。この時に劇中やむを得ない場合以外は、人前で歌うことはやめようと再び歌の封印を決意した。

## 宣伝
吉永が初めて殺人犯に挑戦し、夫を二人も殺す毒婦、さらにかつてないヨゴレ役を演じると同時に、当時「脱がない」とされていた女優が脱ぐ映画が続出し、各映画会社もそれをセールスポイントに派手な宣伝を打っていたため、吉永も脱ぐのではないか（結局脱がなかったが）とマスメディアが騒いで大きな前宣伝になった。吉永も9年ぶりの主演映画で、プレッシャーが懸かり、その責任感から宣伝に積極的に協力し、初めて全国を細かく回った。

## 作品の評価

### 興行成績
同じ東映製作で1983年11月に小柳ルミ子主演で制作、公開された『白蛇抄』が、小柳の大胆なヌードと濡れ場で大きなパブリシティ展開となったものの興行には結びつかず、暗いイメージの作品が当時興行的に苦戦していたことから、本作も興行は厳しいという評価もあり、岡田裕介も初号試写を観たとき「これは大コケするかもしれない」と不安だった。しかし貞操イメージがある吉永が初めてヨゴレ役を演じ、夫を二人殺し死刑囚になるという設定が、サユリストだけではなく、予想外に主婦層も騒ぎ、6対4で女性客を呼び込み、アベックも多く動員した。1984年度の日本映画配給収入ベストテン10位にあたる8億円の大ヒット。岡田裕介は「ヒロインが雪の中で転げまわるシーンもあるし、殺人場面もある。吉永をアクション女優に近い形で使ったこと」をヒットした要因として挙げた。総製作費7億円で、配給収入8億円ではさほどプラスがないように見えるが、テレビ放映料が3億円以上だったともいわれており、東映はビデオが強く、二次使用を考慮すると大きなプラスと見られた。こうした背景があり、岡田茂社長は当時「総原価6億円で作って確実に7億円を狙え」と指示を出していたため及第点であった。

### 第三者評価
- 増山善万は「早坂脚本の腕も冴え、出目監督も日本情緒溢れる映像を展開させた。また撮影の飯村雅彦もロケーションで素晴らしい絵を撮った。役者陣も充実し各々がイメージから脱却するような演技を見た。特にターボを演じた西田敏行が素晴らしく、このキャスティングには唸った。ただ、ファーストシーンに出る"天国の駅はたった独りでしか乗れない"という映画の宣伝文句は、何の効果もなく貴重なファーストシーンを汚していると思う」などと評している[40]。
- 矢島正雄は「ラストは早坂世界の新たな展開を思わせた。駅の切符売り場での場面はいささか呆れた」と述べている[41]。
- 尾形敏朗は「もちろん吉永小百合は美しい。しかし吉永が激しい濡れ場を演じても、最後の一線は守られ、ヌードにはならない苛立ち。障害者が三人も登場するのに、声高に差別コトバを飛び交わさせない配慮ぶり。これが映画の匂いを強めていく。許容ギリギリの臭さである。また主人公のあまりの報われなさは、サユリストに欲求不満を残す結果となったのではないか」などと評している [42]。
- 『シティロード』は「『年ごろ』『忍ぶ糸』『神田川』など、女性を描き上げることに定評のある出目昌伸監督、久々の登場です。しかしこの題材はピッタリしすぎで、少々シンドイかなという懸念もあったが、なかなか丁寧な作りでいい。『風の歌を聴け』以外には映画ではほとんど重要な役どころを与えてもらえなかった真行寺君枝が、かなり長時間演じさせてもらえてることがサイコーで、ファンは必見。お色気もほどよく匂ってます。また西田敏行も恐怖のワンパターンからわずかに脱して好感。主人公を裏切る小悪党役の三浦友和も何故かピッタシ。最後になりましたが、その美しさ故に男たちの愛と欲望に翻弄される小百合さまはまあまです」などと評している[43]。

## 受賞歴
- 第58回キネマ旬報ベスト・テン
  - 読者選出日本映画ベスト・テン10位
  - 主演女優賞（吉永小百合）
- 第39回毎日映画コンクール
  - 女優主演賞（吉永小百合）
- 第9回報知映画賞
  - 主演女優賞（吉永小百合）
- 第8回日本アカデミー賞
  - 最優秀主演女優賞（吉永小百合）

※吉永小百合の受賞はすべて『おはん』と合わせてのもの。

### 影響
封切初日の1984年6月9日、銀座の東映本社8階会議室で岡田茂は終始上機嫌。居並ぶ映画記者を前に、横に並んだ岡田裕介を目を細めて見ながら、荒い広島弁で「配収12億円はいくで！」などと"角栄ばり"にブチあげた。一連の女性文芸映画などのアダルト路線や、"お姫様女優"薬師丸ひろ子主演の『里見八犬伝』などのヒット、各種アニメ映画の好調、ビデオ部門の急成長、マンション販売の売上げ急伸などで、1983年の暮れまで200円の後半をウロウロしていた東映の株価は1100円台に伸び注目銘柄になっていた。こうした好環境のもとで、60歳になった岡田茂は息子に更なる実績を上げてもらい東映の重役として迎えて、自身が築き上げた東映の一部門でも継がせたいという思いがあり、マスメディアを使って裕介を持ち上げる記事を書かせたりし、息子への肩入れが過ぎると揶揄されていた。東映は岡田のワンマン体制が長く続き、1980年代に入り、岡田が右寄りの戦争映画を量産するようになり、反岡田派の勢力が増幅しており、岡田裕介も少々の実績ではそうした反勢力を抑えられないという事情があった。岡田茂は本作のヒットを確信して『夢千代日記』のプロデュースも早速、岡田裕介に依頼した。
また、本作のパブリシティ展開として吉永が多くのマスメディアに露出し、本作を突破口として再び"吉永小百合ブーム"が来たと評された。以降、各社主演映画のオファーが殺到する状況も生まれた。1970年代は映画会社に「主役が女優では客が来ない」という考えがあり、日本ではほとんど女性映画は作られなかった。1980年代に入って薬師丸ひろ子のような若手のアイドル女優の出現があり、また松田聖子のようなアイドル歌手を主役に、女優を主役とするアイドル映画の量産が始まったが、吉永のような大御所女優の主演映画はなかなか作られなかった。本作も吉永の主演映画としては1975年の『青春の門』以来9年ぶりであった。しかし本作主演を切っ掛けに吉永は東映を中心に各社で主演映画が作られるようになった。
本作のキャンペーン中に吉永は、笑福亭鶴瓶がパーソナリティを務めるラジオ番組にゲスト出演した。サユリスト・笑福亭鶴瓶は、本作のラストシーンの再現を吉永に強要し、自身が丹波哲郎扮する刑事役を演じた。後に鶴瓶は「自分がもう少し早く役者業に取り組んでいたら、本作で西田敏行が演じたターボ役を演じてみたかった」と話している。

## ソフト状況
東映ビデオより、レンタルビデオ専用で出ていた。セルビデオは不明。DVDも発売されている。